# Kuzu no Honkai
Kuzu no Honkai (яп. クズの本懐, Кудзу но Хонкай, букв. «Палкі бажання негідників») — манґа Менґо Йокоярі, яка публікується з 2012 року в сейнен-журналі Big Gangan видавництва Square Enix. Аніме-адаптація студії Lerche почала транслюватися 13 січня 2017 року.

## Сюжет
Історія оповідає про 17-річного Муґі Авая і дівчину на ім'я Ясураока Ханабі, які з боку здаються ідеальною парою. Вони досить популярні і добре підходять один одному. Але Ханабі і Муґі зберігають від сторонніх одну таємницю: вони обидва страждають від нерозділеного кохання до інших людей, а зустрічаються один з одним, щоб якось скрасити свою самотність.

## Персонажі
Ханабі Ясураока (яп. 安楽岡 花火, Ясураока Ханабі) — головна героїня, учениця старшої школи. Ханабі була закохана в свого друга дитинства Нарумі, при цьому вона ласкаво називала його братиком.
Сейю: Чіка Андзаї
Акторка: Мію Йошімото
Муґі Авая (яп. 粟屋 麦, Авая Муґі) — учень старшої школи, який закоханий у вчительку музики Акане.
Сейю: Нобунага Шімадзакі
Актор: Дорі Сакурада
Санае Ебато (яп. 絵鳩 早苗, Ебато Санае) — подруга Ханабі, яка закохана в неї. Ненавидить чоловіків через нещасний випадок під час її першого року навчання.
Сейю: Харука Томацу
Акторка: Сарії Ікегамі
Норіко Камомебата (яп. 鴎端 のり子, Камомебата Норіко) — подруга дитинства Муґі, яка була закохана в нього після навчання. Вона також ходила в ту ж початкову школу, як і Ханабі. Ненавидить своє ім'я, вважає за краще називати себе Мокою.
Сейю: Шіорі Ідзава
Нарумі Канаї (яп. 鐘井 鳴海, Канаї Нарумі) — давній друг дитинства Ханабі, який стає її класним керівником.
Сейю: Кенджі Ноджіма
Акторка: Кокі Мідзута
Акане Мінагава (яп. 皆川 茜, Мінагава Акане) — нова вчителька музики протягом першого року навчання.
Сейю: Акі Тойосакі
Акторка: Ріна Айдзава

## Медіа

### Манґа
Менго Йокоярі почав публікувати манґу в журналі Monthly Big Gangan видавництва Square Enix у 2012 році. Перший том у форматі танкобона був випущений 19 лютого 2013 року. Станом на 24 грудня 2016 року, всього випущено 7 томів. Англійською мовою манґа публікується під імпринт Yen Press та в цифровому форматі журналом Crunchyroll Manga. Манґа закінчила публікацію 25 березня 2017 року разом з випуском останнього, восьмого тому.

#### Список томів
| № | Дата виходу       | ISBN                   |
| - | ----------------- | ---------------------- |
| 1 | 19 лютого 2013    | ISBN 978-4-7575-3887-0 |
| 2 | 25 жовтня 2013    | ISBN 978-4-7575-4103-0 |
| 3 | 25 квітня 2014    | ISBN 978-4-7575-4264-8 |
| 4 | 19 листопада 2014 | ISBN 978-4-7575-4467-3 |
| 5 | 25 червня 2015    | ISBN 978-4-7575-4678-3 |
| 6 | 25 березня 2016   | ISBN 978-4-7575-4895-4 |
| 7 | 24 грудня 2016    | ISBN 978-4-7575-5199-2 |
| 8 | 25 березня 2017   | ISBN 978-4-7575-5235-7 |

### Аніме
Аніме-серіал за мотивами манґи був анонсований в березні 2016 року в програмному блоці noitaminA телеканалу Fuji TV. Режисером є Масаомі Андо, автором сценарію — Макото Уедзу. Дизайн персонажів розроблений Кейко Куросавою, саундтрек написаний Масару Йокоямою. Виробництвом займається студія Lerche. Аніме складається з 12 серій і буде випущено на шести Blu-ray Disc/DVD-виданнях. Відкриваючу композицію під назвою «Uso no Hibana» (яп. 嘘の火花, Усо но Хібана, «Іскра брехні») виконала 96neko, а закриваючу «Heikousen» (яп. 平行線, Хейко:сен, «Паралельна лінія») виконала співачка Саюрі.

### Дорама
За мотивами манґи також була випущена дорама, анонсована в грудні 2016 року. Прем'єра відбулася 18 січня 2017 року на телеканалі Fuji TV.